# 域陀·伊姆
域陀·伊姆（瑞典語：Viktor Sebastian Elm，1985年11月13日－），瑞典足球運動員，目前效力荷蘭球會海倫芬。域陀·伊姆成名瑞典超聯球會卡爾馬，更與他的兩個兄弟大衛和拉斯姆斯一同效力。

## 球會生涯
自加盟卡爾馬後，域陀·伊姆便很快成為球會的主力球員。在2007年的球季中，域陀協助球會取得聯賽亞軍，得以參加之後一屆的歐洲足協盃。在2008-09歐洲足協杯的首圈賽事中，域陀·伊姆為卡爾馬攻入致勝一球，協助球隊在首圈的第一回合賽事中擊敗荷蘭勁旅飛燕諾。在2008年的瑞典超級聯賽中，域陀·伊姆的表現更上一層樓，更刷新其職業生涯的最高入球數字（14球），帶領卡爾馬取得球會史上首個頂級聯賽冠軍。
在2008年11月，他透過波士文條例與荷蘭球會海倫芬簽約，議定在2009年1月1日，即轉會市場重開時加盟該隊。他在荷蘭盃的第四圈對飛燕諾的比賽中，取得他加盟海倫芬後的首兩個入球。

## 國家隊
域陀·伊姆在2008年1月首次獲得徵召，入選瑞典國家隊的大軍名單，並在1月13日對美國的友賽中首次代表國家隊上陣。